# Keya Paha County
Keya Paha County ist ein County im Bundesstaat Nebraska der Vereinigten Staaten. Der Verwaltungssitz (County Seat) ist Springview.

## Geographie
Das County liegt im äußersten Norden von Nebraska, grenzt an den Bundesstaat South Dakota und hat eine Fläche von 2005 Quadratkilometern, wovon 2 Quadratkilometer Wasserfläche sind. Es grenzt in Nebraska im Uhrzeigersinn an folgende Countys: Boyd County, Rock County, Brown County und Cherry County.
Teil des Key Paha Countys ist das Niobrara Valley Preserve.

## Geschichte
Keya Paha County wurde 1884 gebildet. Benannt wurde es nach dem Keya Paha River.
Zwei Bauwerke des Countys sind im National Register of Historic Places eingetragen (Stand 11. Februar 2018), eine Schule und eine Brücke.

## Demografische Daten

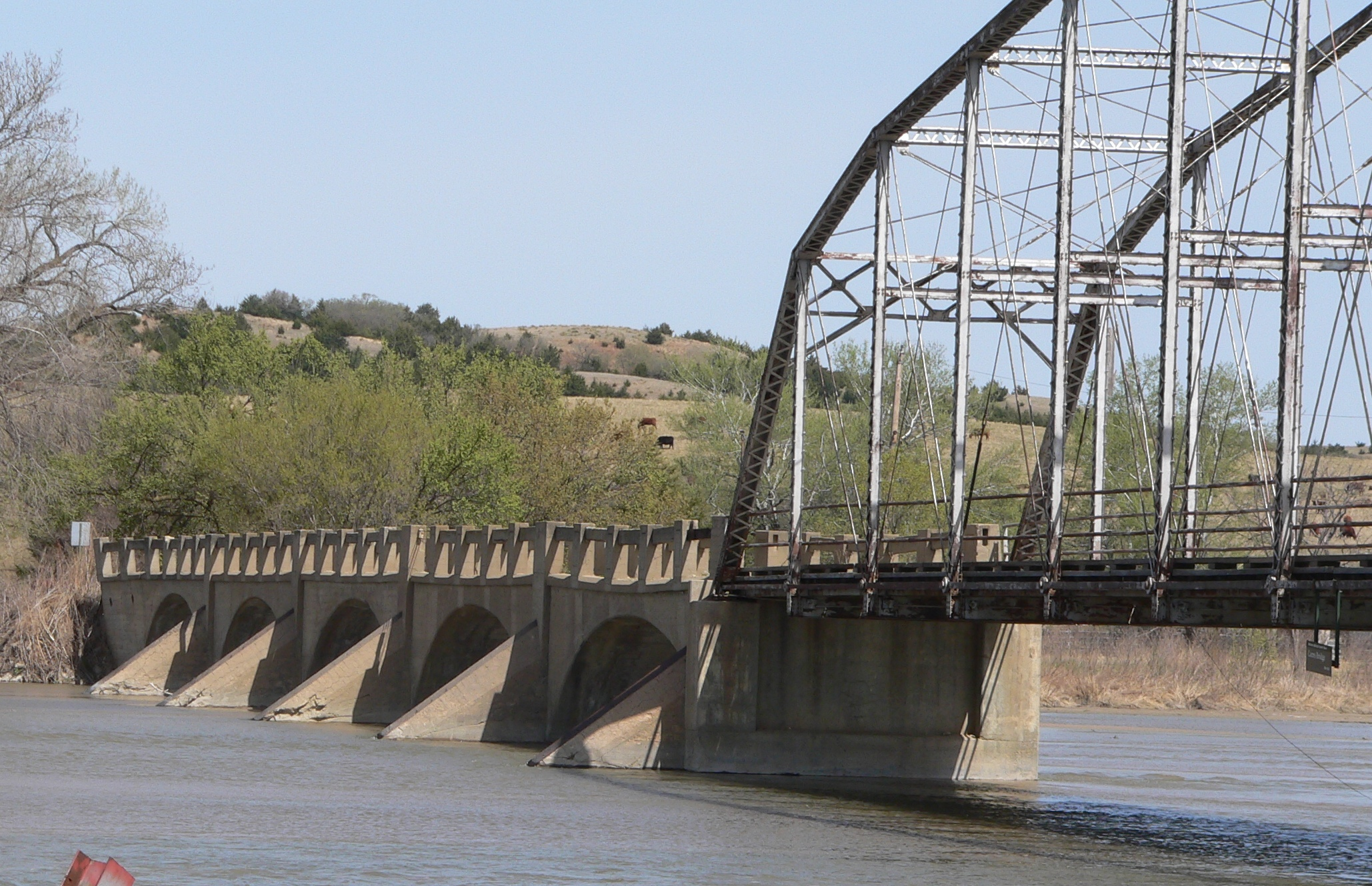
Carns State Aid Bridge, gelistet im NRHP

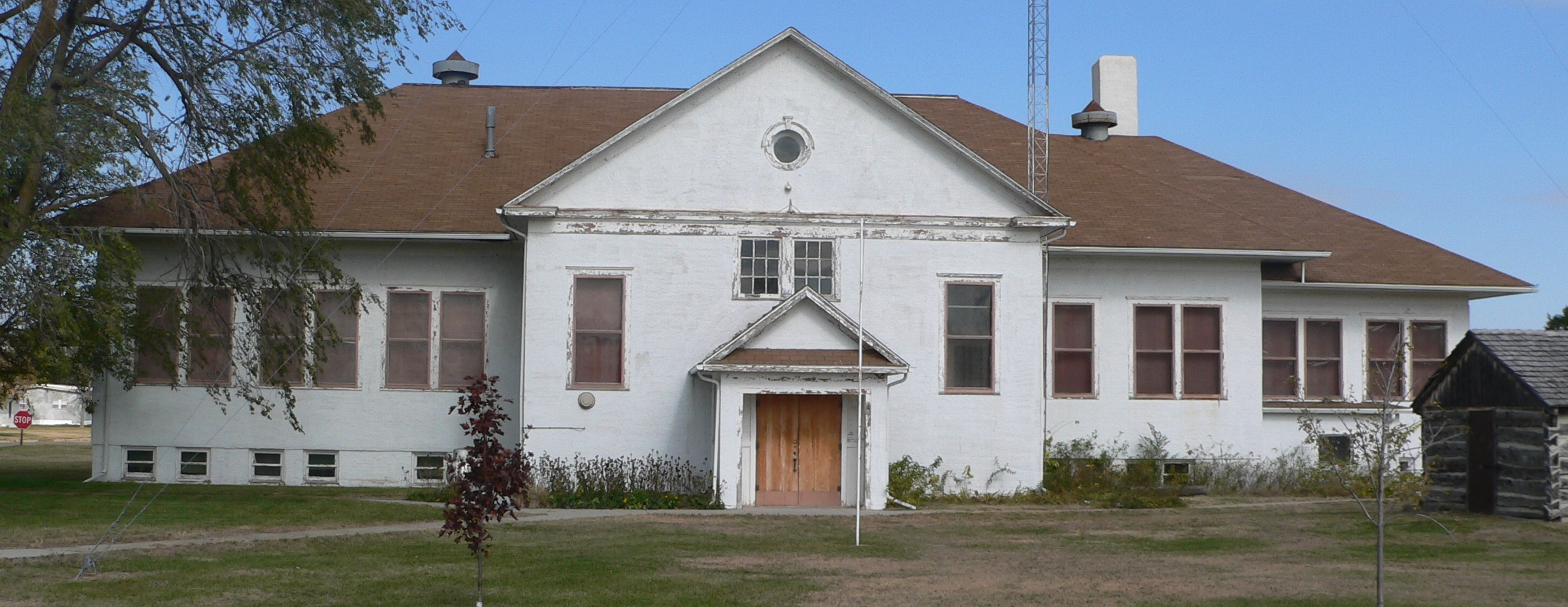
Keya Paha County High School, gelistet im NRHP

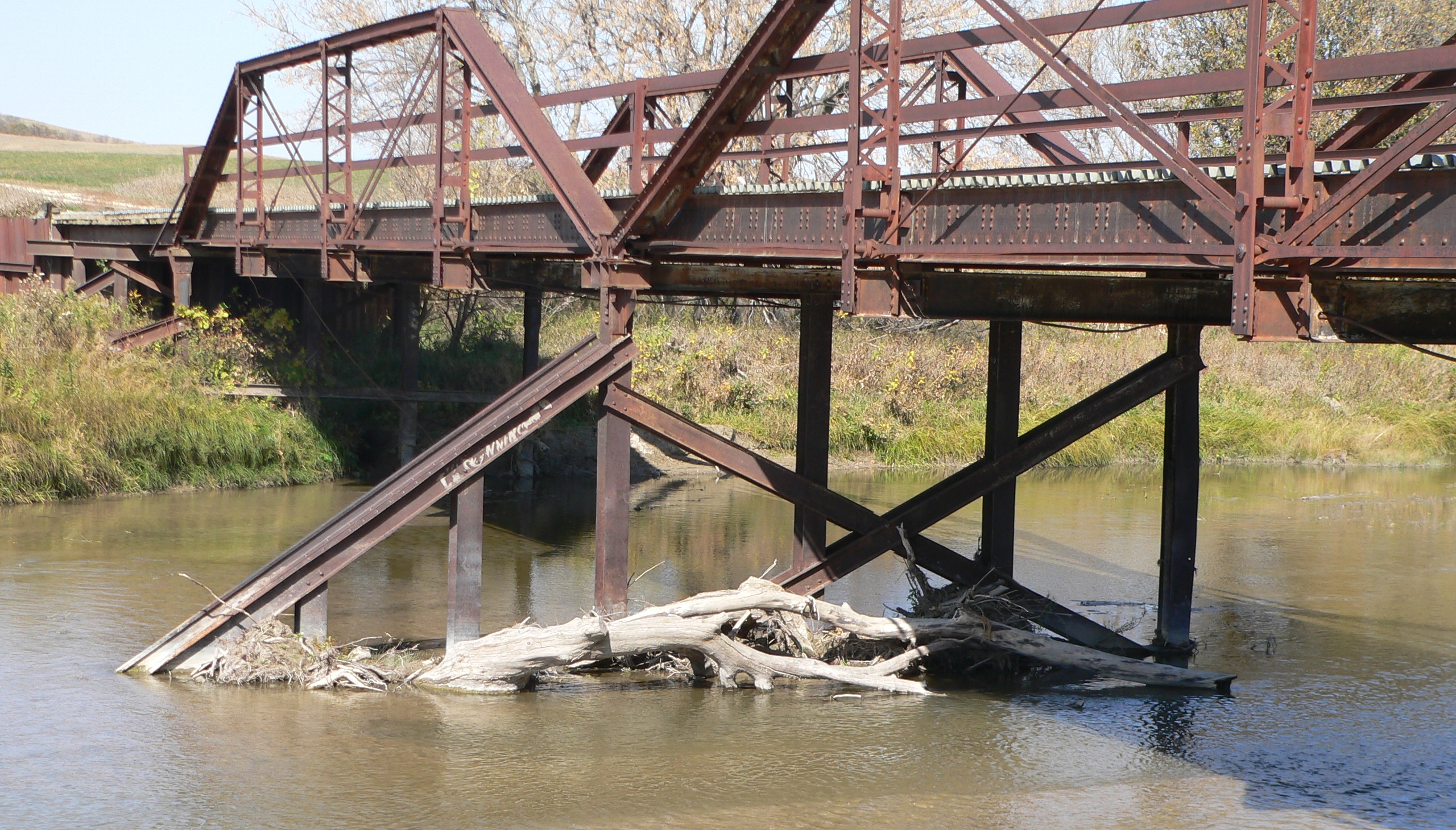
Lewis Bridge, gelistet im NRHP

Nach der Volkszählung im Jahr 2000 lebten im Keya Paha County 983 Menschen in 409 Haushalten und 292 Familien. Die Bevölkerungsdichte betrug 0,5 Einwohner pro Quadratkilometer. Ethnisch betrachtet setzte sich die Bevölkerung zusammen aus 99,4 Prozent Weißen, 0,2 Prozent amerikanischen Ureinwohnern und 0,0 Prozent aus anderen ethnischen Gruppen; 0,4 Prozent stammten von zwei oder mehr Ethnien ab. 3,9 Prozent der Bevölkerung waren spanischer oder lateinamerikanischer Abstammung.
Von den 409 Haushalten hatten 24,9 Prozent Kinder und Jugendliche unter 18 Jahre, die bei ihnen lebten. 64,3 Prozent waren verheiratete, zusammenlebende Paare, 4,4 Prozent waren allein erziehende Mütter, 28,6 Prozent waren keine Familien, 26,2 Prozent waren Singlehaushalte und in 13,9 Prozent lebten Menschen im Alter von 65 Jahren oder darüber. Die Durchschnittshaushaltsgröße betrug 2,40 und die durchschnittliche Familiengröße lag bei 2,91 Personen.
Auf das gesamte County bezogen setzte sich die Bevölkerung zusammen aus 23,8 Prozent Einwohnern unter 18 Jahren, 6,7 Prozent zwischen 18 und 24 Jahren, 23,4 Prozent zwischen 25 und 44 Jahren, 25,4 Prozent zwischen 45 und 64 Jahren und 20,7 Prozent waren 65 Jahre alt oder darüber. Das Durchschnittsalter betrug 42 Jahre. Auf 100 weibliche Personen kamen 101,4 männliche Personen. Auf 100 Frauen im Alter von 18 Jahren oder darüber kamen statistisch 101,9 Männer.
Das jährliche Durchschnittseinkommen eines Haushalts betrug 24.911 USD, das Durchschnittseinkommen der Familien betrug 28.287 USD. Männer hatten ein Durchschnittseinkommen von 18.750 USD, Frauen 19.107 USD. Das Prokopfeinkommen betrug 11.860 USD. 22,4 Prozent der Familien und 26,9 Prozent der Bevölkerung lebten unterhalb der Armutsgrenze. Darunter waren 34,3 Prozent Kinder und Jugendliche unter 18 Jahren und 18,8 Prozent Personen ab 65 Jahre.

## Orte im County
- Brocksburg
- Burton
- Jamison
- Meadville
- Mills
- Norden
- Riverview
- Springview